# 고통받는 교회 돕기

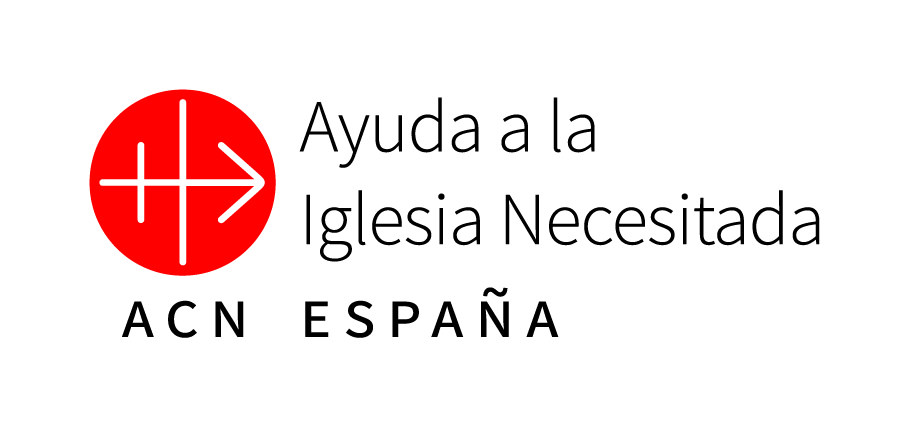

고통받는 교회 돕기(영어: Aid to the Church in Need, 독일어: Kirche in Not', 이탈리아어: Aiuto alla Chiesa che Soffre)는 로마 가톨릭 교회의 국제적인 사목원조기관으로, 독일 쾨니히슈타인(Königstein)에 총사무국이 있다. 일반적으로 영어 약자 ACN으로 칭하고 세계 각국에 위치한 지부는 그 뒤에 국가의 이름을 붙여 'ACN KOREA'와 같이 표기한다.

## 역사
ACN(고통받는 교회 돕기)은 네덜란드의 로마 가톨릭 신부인 베렌프리트 판 슈트라텐(Werenfried van Straaten)에 의해 1947년 세워졌다. ACN의 원래 목표는 제 2차 세계대전이후 독일의 국외추방자들과 더불어 동유럽의 추방자들을 돕기 위해서 만들어졌다. 이것은 당시 비오 12세 교황의 요청에 의한 것이었다. 1962년 제2차 바티칸 공의회에서 요한 23세 교황은 ACN 조직의 활동을 확대하고 중남미 교회에 원조를 청하도록 요구했다. ACN은 이와 같이 고통받는 교회의 요구를 충족하는 국제적인 자선 단체로 발전을 계속했다. 요한 바오로 2세 교황은 ACN과 그 설립자와 함께 '철의 장막'을 극복하기 위하여 노력했다.
1980년대 후반부터 90년대에 걸쳐 중동 유럽의 공산주의 체제가 붕괴했기 때문에 ACN 또한 동유럽의 고난을 구제하기 위해 노력했는데 요한 바오로 2세 교황은 특히 러시아 정교회를 지원할 것을 요청했다.
2011년에는 ACN이 베네딕토 16세 교황에 의해 교황청 재단의 지위로 승격했는데 이 교회법적 지위는 교황이 개인적으로 서명한 라틴어 공식 증서에 의해 제정되었다.